# Вістник законів і розпоряджень краєвих для Королівства Галичини і Володимириї з Великим Княжеством Краківським
Вістник законів і розпоряджень краєвих для Королівства Галичини і Володимириї з Великим Княжеством Краківським — львівський урядовий часопис. Містив закони, розпорядження й оповіщення міністерств та інших інституцій. Виходив упродовж 1866—1918 років.

## Основні дані
Назви:
- 1866—1890 — Вѣстник законовъ и распорѧженій краєвыхъ длѧ Королевства Галицїи и Володимирїи разомъ съ Великимъ Кнѧжествомъ Краковскимъ
- 1891—1893 — Вѣстник законовъ и распорядженій краєвыхъ для Королевства Галицїи и Володимирїи разомъ зъ Великимъ Княжествомъ Краковскимъ
- 1894—1899 — Вістник законів і розпоряджень краєвих для Королівства Галичини і Володимириї з Великим Княжеством Краківским
- 1900—1918 — Вістник законів і розпоряджень краєвих для Королівства Галичини і Володимириї враз з Великим Княжеством Краківским

Друк:
- Галицька скарбово-державна типографія (1866-1869), Ставропігійського Інституту під управлінням Стефана Гучковського (1870), типографія А. Виняржа (1871-1873, 1883, 1886), друкарня В. Лозинського (1891-1917).

Формат:
- 27,5 × 20 см.

## Зміст
Містив закони, розпорядження й оповіщення міністерств, крайового відділу королівства Галичини і Володимириї, крайової дирекції скарбу, президії намісництва та інших урядових установ.
Спершу виходив кирилицею, 1891-1893 роках — етимологічним правописом, а з 1894 року — українською мовою.
До кожного річника подано «Альфабетичний спис» і «Спис хронологічний» уміщених законів і розпоряджень.

## Попередники
Попередниками «Вістника» були численні урядові часописи:
- 1849—1853 — Всеобщій дневникъ земскихъ законовъ и Правительства длѧ коронной области Галиціи и Володимеріи съ Кнѧжествами Освѣцимскимъ и Заторскимъ и съ Великимъ Кнѧжествомъ Краковскимъ
- 1853—1854 — Вѣстник краєвого Правительства длѧ коронной области Галиціи и Володомеріи съ Кнѧжествами Освѣцимскимъ и Заторскимъ и съ Великимъ Княѧжествомъ Краковскимъ;
- 1854—1857 — Вѣстник краєвого Правительства длѧ оуправительствєнной области Намѣстничества во Львовѣ;
- 1858—1859 — Вѣстникъ рѧду краєвого длѧ области адмїнїстрацїйнои Намѣстництва въ Львовѣ;
- 1860 — Роспорѧженѧ краєвыхъ оурѧдовъ длѧ Королевства Галиціи и длѧ Буковины;
- 1861 — Дневникъ оуставъ Паньства Королевства Галиціи и Великого Княжества Краковского;
- 1861, 1863—1865 — Роспорѧженѧ краєвыхъ оурѧдовъ длѧ Королевства Галиціи и Великого Кнѧжества Краковского